# NGC 6560
NGC 6560 este o infrared source⁠(d) situată în constelația Hercule. A fost descoperită în 22 octombrie 1886 de către Lewis A. Swift.